# Estoril Open 2006
L'Estoril Open 2006 è stato un torneo di tennis giocato sulla terra rossa.
È stata la 17ª edizione dell'Estoril Open, che fa parte della categoria International Series nell'ambito dell'ATP Tour 2006, e della Tier IV nell'ambito del WTA Tour 2006. 
Sia il torneo maschile che quello femminile si sono giocati all'Estoril Court Central di Oeiras in Portogallo, dall'1 all'8 maggio 2006.

## Campioni

### Singolare maschile
David Nalbandian ha battuto in finale  Nikolaj Davydenko con il punteggio di 6–3, 6–4

### Singolare femminile
Jie Zheng ha battuto in finale  Li Na con il punteggio di 6(5)–7 7–5, ritirata

### Doppio maschile
Lukáš Dlouhý /  Pavel Vízner hanno battuto in finale  Lucas Arnold /  Leoš Friedl con il punteggio di 6–3, 6–1

### Doppio femminile
Li Ting /  Sun Tiantian hanno battuto in finale  Gisela Dulko /  Maria Sánchez Lorenzo con il punteggio di 6–2, 6–2